# Peratos
Peratos (altgriechisch Πέρατος Pératos, deutsch ‚Grenzgänger‘, lateinisch Peratus) war in der griechischen Mythologie der Sohn des Poseidon und der Kalchinia, der Tochter des Leukippos. 
Peratos wurde von Leukippos, dem König von Sikyon erzogen und bestieg später selbst den Thron. Er war der Vater des Plemnaios, der nach seinem Tod die Herrschaft über Sikyon antrat.
Eusebius von Caesarea nennt ihn Eratos oder Erastos und schreibt ihm 46 Regierungsjahre zu.